# Rik Taam
Rik Taam (* 17. Januar 1997) ist ein niederländischer Zehnkämpfer.

## Sportliche Laufbahn
Rik Taam stammt aus Graft-De Rijp und trat ursprünglich in den Sprungdisziplinen an. 2012 wurde er unter anderem Niederländischer U18-Meister im Hochsprung. Ab 2013 fokussierte er sich dann bereits auf den Mehrkampf. 2015 trat er erstmals in einem Zehnkampf bei den Niederländischen Meisterschaften der Erwachsenen an, bei dem er die Bronzemedaille gewinnen konnte. 2016 wurde er im Frühjahr Niederländischer U20-Hallenmeister im Siebenkampf und qualifizierte sich im Laufe der Saison für die U20-Weltmeisterschaften in Bydgoszcz, bei denen er schließlich im Zehnkampf den siebten Platz belegte. 2018 siegte Taam erstmals bei den Niederländischen Meisterschaften im Zehnkampf. 2019 wurde er Niederländischer Hallenmeister im Weitsprung. Im Sommer trat er wieder im Zehnkampf bei den U23-Europameisterschaften in Gävle an. Dabei blieb er fast 1000 Punkte hinter seiner Bestleistung zurück und belegte am Ende den 13. Platz. 2020 siegte Taam zum zweiten Mal im Zehnkampf bei den Niederländischen Meisterschaften und übertraf dabei erstmals die Marke von 8000 Punkten. Im Frühjahr 2021 siegte er erstmals auch im Siebenkampf bei den Niederländischen Hallenmeisterschaften. In dieser Disziplin trat er Anfang März in Toruń bei den Halleneuropameisterschaften an. Dabei gelang es ihm mit 6111 Punkten eine neue Bestleistung aufzustellen, mit der er als Vierter die Medaillenränge knapp verpasste.
Ende Mai 2021 verbesserte er sich mit Verbesserungen in fünf Teildisziplinen beim Mehrkampfmeeting in Götzis auf eine neue Bestpunktzahl von 8095. Ein Jahr später gelang ihm an gleicher Stelle abermals das Aufstellen einer Bestpunktzahl. Im August startete er in München zum ersten Mal bei den Europameisterschaften der Erwachsenen, allerdings musste er den Zehnkampf nach dem ersten Wettkampftag abbrechen. 2023 belegte Taam bei seinem WM-Debüt bei den Weltmeisterschaften in Budapest den 13. Platz. Ein Jahr darauf nahm er in Paris zum ersten Mal bei den Olympischen Sommerspielen teil. Er landete nach den zwei Wettkampftagen auf dem 16. Platz.

## Wichtige Wettbewerbe
| Jahr                    | Veranstaltung               | Ort                     | Platz                   | Disziplin               | Punktzahl               |
| Startet für Niederlande | Startet für Niederlande     | Startet für Niederlande | Startet für Niederlande | Startet für Niederlande | Startet für Niederlande |
| ----------------------- | --------------------------- | ----------------------- | ----------------------- | ----------------------- | ----------------------- |
| 2016                    | U20-Weltmeisterschaften     | Bydgoszcz               | 7.                      | Zehnkampf               | 7699 Punkte             |
| 2019                    | U23-Europameisterschaften   | Gävle                   | 13                      | Zehnkampf               | 6939 Punkte             |
| 2021                    | Halleneuropameisterschaften | Toruń                   | 4.                      | Siebenkampf             | 6111 Punkte             |
| 2022                    | Europameisterschaften       | München                 |                         | Zehnkampf               | DNF                     |
| 2023                    | Weltmeisterschaften         | Budapest                | 13.                     | Zehnkampf               | 8098 Punkte             |
| 2024                    | Olympische Sommerspiele     | Paris                   | 16.                     | Zehnkampf               | 8046 Punkte             |

## Persönliche Bestleistungen
Freiluft
- 100 Meter: 10,59 s, 22. Juni 2024, Ratingen
- Weitsprung: 7,33 m, 17. Juni 2023, Ratingen
- Kugelstoßen: 14,89 m, 25. August 2023, Budapest
- Hochsprung: 2,09 m, 20. Mai 2018, Amstelveen
- 400 m: 47,12 s, 25. August 2023, Budapest
- 110 m Hürden: 14,41 s, 29. Juni 2024, Hengelo
- Diskuswurf: 48,21 m, 7. Mai 2022, Lisse
- Stabhochsprung: 5,10 m, 30. Mai 2021, Götzis
- Speerwurf: 58,87 m, 14. Juli 2019, Gävle
- 1500 m: 4:20,99 min, 18. Juni 2023, Ratingen
- Zehnkampf: 8326 Punkte, 18. Juni 2023, Ratingen

Halle
- 60 m: 6,86 s, 3. Februar 2024, Apeldoorn
- Weitsprung: 7,30 m, 17. Februar 2019, Apeldoorn
- Kugelstoßen: 14,84 m, 7. Februar 2020, Apeldoorn
- Hochsprung: 2,04 m, 6. März 2021, Toruń
- 60 m Hürden: 8,01 s, 12. Januar 2020, Amsterdam
- Stabhochsprung: 5,15 m, 5. Februar 2023, Apeldoorn
- 1000 m: 2:32,84 min, 5. Februar 2023, Apeldoorn
- Siebenkampf: 6111 Punkte, 7. März 2021, Toruń